# Batería redox de vanadio

Diagrama de una batería de flujo de vanadio.

La batería redox de vanadio (y redox de flujo) es un tipo de batería recargable de flujo que emplea iones de vanadio en diferentes estados de oxidación, para almacenar energía potencial química. La forma actual (con electrolitos de ácido sulfúrico) fue patentada por la Universidad de Nueva Gales del Sur en Australia en 1986. Una patente alemana anterior sobre una batería de flujo de cloruro de titanio fue registrada y concedida en julio de 1954 al Dr. Walter Kangro, pero la mayor parte del desarrollo de las baterías de flujo se llevó a cabo por investigadores de la NASA en la década de 1970.  Aunque el uso de vanadio en baterías había sido sugerido anteriormente por Pissoort, por investigadores de la NASA y por Pellegri y Spaziante en 1978, la primera demostración con éxito conocido y el desarrollo comercial de la batería de flujo redox entera de vanadio, que empleaba vanadio en una solución de ácido sulfúrico en cada mitad, fue la de  Maria Skyllas-Kazacos y compañeros de trabajo en la Universidad de Nueva Gales del Sur, en la década de 1980.
En este momento hay una serie de proveedores y desarrolladores de estos sistemas de baterías, incluyendo las tecnologías UniEnergy y Ashlawn Energía de los Estados Unidos, Renovable Energy Dynamics (RED-T) en Irlanda, Gildemeister AG (anteriormente Cellstrom GmbH en Austria) en Alemania, HydraRedox en España, Cellennium en Tailandia, Prudent Energy en China, Sumitomo en Japón y H2, Inc. en Corea del Sur. La batería redox de vanadio (VRB) es el resultado de 25 años de investigación, desarrollo, pruebas y evaluación en Australia, Europa, América del Norte y en otros lugares. 
La batería redox de vanadio explota la capacidad del vanadio de existir en solución en cuatro diferentes estados de oxidación y utiliza esta propiedad para hacer una batería que tiene sólo un elemento electroactivo en lugar de dos. Estas baterías se componen de dos tanques, separados por una membrana, que contienen una solución de vanadio capaz de cambiar su estado. Al conectar una fuente de energía a los tanques, el vanadio de uno de los tanques cambia de estado liberando electrones que viajan a través de un circuito y se almacena en el otro tanque haciendo que el vanadio cambie allí de estado. Cuando necesitamos energía, conectamos a la batería un dispositivo haciendo que los electrones almacenados en un tanque vuelvan al otro generando una corriente eléctrica que alimenta el dispositivo y regresando el vanadio a su estado original en ambos tanques.
Las principales ventajas de la batería redox de vanadio son que puede ofrecer capacidad casi ilimitada simplemente mediante el uso de tanques de almacenamiento más y más grandes, que se puede dejar completamente descargada durante largos períodos sin efectos nocivos, que se puede recargar simplemente sustituyendo el electrolito si no hay fuente de alimentación disponible para cargarla y que si los electrolitos se mezclan accidentalmente, la batería no sufre ningún daño permanente. 
Las principales desventajas de la tecnología redox de vanadio son una proporción relativamente pobre de energía-a volumen y la complejidad del sistema en comparación con las baterías de almacenamiento estándares. 